# 豊中市立北丘小学校
豊中市立北丘小学校（とよなかしりつ きたおかしょうがっこう）は、大阪府豊中市新千里北町二丁目にある公立小学校。

## 概要
千里ニュータウン豊中市域住区の入居開始に伴い1966年4月に豊中市で21番目の小学校として開校した。入居開始が同年3月末だったため、初年度に入学した児童は26人に過ぎなかった。しかしながら入居の進捗に伴い児童数は急増し、1969年度には全校児童が1000人を突破した。その後も児童数の増加に合わせて増築が進められたが、ピーク時の1974～75年度には全校児童が1800人を超え、プレハブ校舎が存在した。それ以降児童数は減少に向かい、少子高齢化の影響を受けて2023年現在の全校児童数は443人となっている。
また、令和八年度（2026年度）より豊中市立北丘小学校、豊中市立東丘小学校と豊中市立第八中学校が合併し、新たに分離型小中一貫校が開校する予定である。

## 沿革
- 1966年3月 - 第1期工事（3・4号棟）竣工
- 1966年4月 - 開校
- 1966年7月 - 校章・校旗制定
- 1968年2月 - 第2期工事（1号棟・2号棟16教室）竣工
- 1969年3月 - 体育館兼講堂が竣工
- 1970年5月 - プール竣工
- 1971年3月 - 4号棟に4教室、5号棟に6教室増築。音楽室、理科室を増築
- 1972年3月 - 3号棟竣工（6教室増築）
- 1974年3月 - プレハブ校舎を設置（児童数が1822名とピークに達する）[2]
- 1974年9月 - 4号棟に2教室を増築
- 1979年3月 - プレハブ教室を解消
- 1987年11月-ジョギングコース新設
- 1987年12月-多目的教室完成
- 1988年9月 - 第1期大規模改修 (3,4号館)
- 1990年2月 - 第2・3期大規模改修 (1,2,5号館)
- 1990年2月 - 2号館に レリーフ「共に伸びる」完成
- 1994年6月 -「この葉ランド」 完成
- 2007年6月 - アスレチック撤去
- 2011年11月-校舎耐震化工事完了

## 通学地域
- 豊中市 新千里北町1-3丁目

## 著名な出身者
- おさる（モンキッキー）（一時在籍）

## 交通
- 北大阪急行・大阪モノレール　千里中央駅から北へ約1.3km。
- 阪急バス　北町二丁目停留所から西へ約50m。